# Fixation (Psychologie)

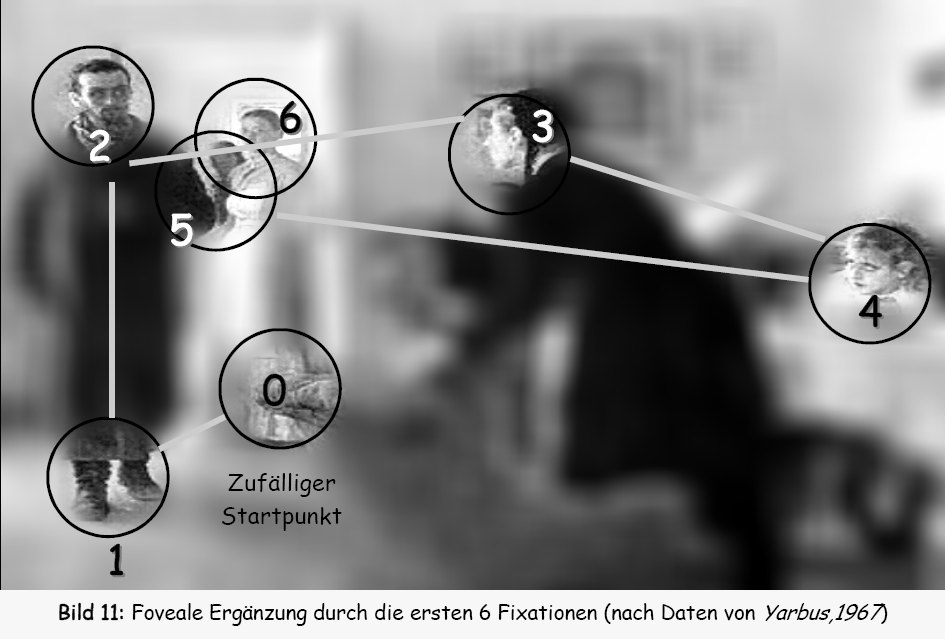
Fixationen während der ersten 2 Sekunden beim Betrachten eines Bildes ohne besondere Instruktionen.
Das Bild zeigt, wie das foveale System das Wahrnehmungsbild in zwei Sekunden durch 6 Fixationen ergänzt: Fixation 0 ist die zufällige Position des Auges bei Versuchsbeginn.
Durch die Fixationen 1 bis 6 wird die Wahrnehmung des peripher (unscharf) wahrgenommenen Bildinhaltes erweitert. Nach Daten von Yarbus.

Fixationen sind Augenanhaltepunkte, die z. B. bei der Betrachtung eines Bildes oder beim Lesen und überhaupt bei der  visuellen Wahrnehmung mit Hilfe der Blickbewegungsregistrierung aufgezeichnet und analysiert werden können.